# Hacienda el Tamarindo
Hacienda el Tamarindo är en ort i Mexiko.   Den ligger i kommunen Rosario och delstaten Sinaloa, i den centrala delen av landet, 800 km nordväst om huvudstaden Mexico City. Hacienda el Tamarindo ligger 43 meter över havet och antalet invånare är 424.
Terrängen runt Hacienda el Tamarindo är kuperad österut, men västerut är den platt. Runt Hacienda el Tamarindo är det glesbefolkat, med 15 invånare per kvadratkilometer. Närmaste större samhälle är El Pozole, 17,8 km sydväst om Hacienda el Tamarindo. I omgivningarna runt Hacienda el Tamarindo växer i huvudsak lövfällande lövskog.